# Scybalophagus patagonicus
Scybalophagus patagonicus är en skalbaggsart som beskrevs av Martinez 1953. Scybalophagus patagonicus ingår i släktet Scybalophagus och familjen bladhorningar. Inga underarter finns listade i Catalogue of Life.